# Amblypodia smedleyi
Amblypodia smedleyi är en fjärilsart som beskrevs av Riley 1945. Amblypodia smedleyi ingår i släktet Amblypodia och familjen juvelvingar. Inga underarter finns listade i Catalogue of Life.